# Heinrich Ernst Stötzner
Heinrich Ernst Stötzner (* 21. Juni 1832 in Großenhain; † 2. November 1910 in Dresden) war ein deutscher Pädagoge.

## Leben
Der 1832 im sächsischen Großenhain geborene Stötzner besuchte ab 1848 das Freiherrlich von Fletchersche Lehrerseminar in Dresden, bevor er seine erste Anstellung 1851 an der Königliche Erziehungsanstalt für Schwach und Blödsinnige im Schloss Hubertusburg in Wermsdorf erhielt. 1855 wechselte er als Hilfslehrer an die Leipziger Taubstummenanstalt. Seine berufliche Tätigkeit setzte er ab 1887 als Konrektor an der Schwachsinnigenschule in Dresden fort, bevor er 1901 in den Ruhestand ging. Stötzner verstarb 1910 in Dresden.
Stötzner setzte sich energisch für den Unterricht und die Erziehung „schwachbefähigter Kinder“ in eigenständigen Schulen ein, für eine Schülergruppe also, die heutzutage als „Kinder und Jugendliche mit Lern- und Entwicklungsstörungen oder Verzögerungen“ beschrieben würde. 1881 gründete er eine solche Schule in Leipzig.
In Miltenberg wurde eine Schule nach ihm benannt. Auch in Hannover trägt eine Förderschule seinen Namen, ebenso in Weiden. Im Jahr 1965 wurde ein Sonderpädagogisches Förderzentrum in Berlin nach ihm benannt.

## Werk
Stötzner war seit 1873 Redakteur Zeitschrift „Welt der Jugend“, seit 1874 auch des „Anzeigers für die neuste pädagogische Literatur“, das als Beilage zur Allgemeinen Deutschen Lehrerzeitung erschien. Darüber hinaus veröffentlichte er pädagogische Artikel in allgemeinen Zeitschriften wie der Gartenlaube.
- Schulen für schwachbefähigte Kinder, Erster Entwurf zur Begründung derselben Leipzig, Winter, 1864. (Nachdruck, Berlin-Charlottenburg, Marhold, 1963)
- Altes und Neues aus dem Gebiete der Heilpädagogik, Leipzig, 1868.
- Samuel Heinicke, Sein Leben und Wirken, Leipzig: Klinkhardt, 1870.
- (Herausgeber) Lehr- und Lesebuch für städtische und gewerbliche Fortbildungsschulen, Leipzig: Klinkhardt, 5. Auflage, 1889